# Полукс (звезда)
Полукс (β Geminorum, Бета от Близнаци) е звезда гигант с оранжев оттенък на около 34 светлинни години от Слънцето в съзвездието Близнаци. Това е най-ярката звезда в съзвездието и най-близката гигантска звезда от Слънцето.
От 1943 г. спектърът на звездата служи като опорна точка, спрямо която се класифицират други звезди. През 2006 г. е потвърдено наличието на екзопланета в орбита около звездата.

## Физични характеристики
С видима звездна величина от 1,14, Полукс е най-ярката звезда в съзвездието си – по-ярка дори от съседната Кастор (Алфа от Близнаци). Полуксе се намира на 6,7 градуса северно от еклиптиката, което не позволява на Луната и други планети да я затъмнят.
По данни на Хипаркос, Полукс се намира на около 33,78 светлинни години от Слънцето.
Звездата е по-голяма от слънцето, имайки два пъти по-голяма маса и почти девет пъти по-голям радиус. Някога е била звездна от главна последователност и клас A, но е изразходила водорода в ядрото си и е еволюирала в гигант от клас K0 III. Ефективната температура на звездата е около 4666 K, което попада в диапазона, произвеждащ характерния оранжев оттенък на звездите от клас K. Има изчислена скорост на въртене от 2,8 km·s−1. Изобилието на елементи, по-тежки от водород и хелий, е все още неясно, като оценките варира от 85% до 155% от това на Слънцето.
Доказателства за слаба магнитна активност има от засичането на слабо рентгеново излъчване от телескопа ROSAT. Рентгеновото излъчване от звездата е около 1027 erg s−1, което е грубо колкото слънчевото рентгеново излъчване. След това е засечено магнитно поле с големина 1 гаус на повърхността на Полукс. Това е едно от най-слабите звездни магнитни полета, засичани до този момент. Наличието на това поле подсказва, че Полукс някога е била Ap звезда с много по-силно магнитно поле. Звездата проявява малки амплитудни вариации в радиалната си скорост, но не е фотометрически променлива.

## Планетарна система
От 1993 г. учените спекулират, че в орбита около Полукс се движи планета, съдейки по измерените изменения в радиалната скорост на звездата. Съществуването на планетата Полукс b е потвърдено и обявено на 16 юни 2006 г. Изчислено е, че планетата има поне 2,3 пъти по-голяма маса от тази на Юпитер. Тя обикаля около Полукс с период от 590 дни.